# Höhberg (Gunzenhausen)

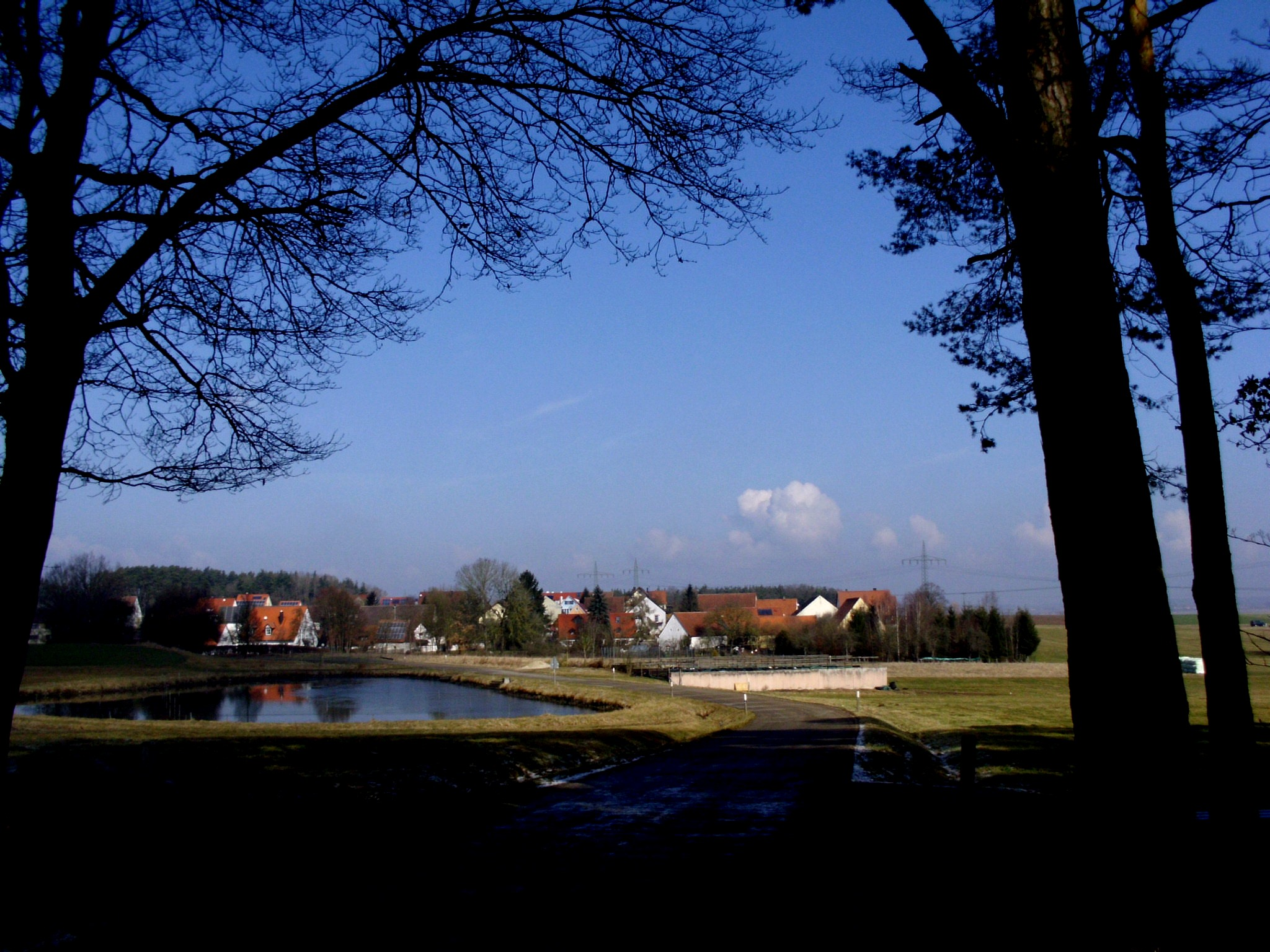
Höhberg

Höhberg ist ein Gemeindeteil der Stadt Gunzenhausen im Landkreis Weißenburg-Gunzenhausen (Mittelfranken, Bayern). Höhberg liegt in der Gemarkung Streudorf.

## Lage
Das Dorf liegt nordwestlich des Altmühlsees an der Staatsstraße 2222 zwischen Streudorf und Georgenhaag.

## Geschichte

### Erstnennung
1058 wurde der Ort erstmals schriftlich erwähnt, als der Archidiakon und Propst Heysso vom Kanonikatsstift St. Veit in Herrieden diesem sein Erbgut im Sualafeldgau einverleibte; zu diesem Erbgut gehörte auch „Hohenberc“. Der Annahme, dass damit der gleichnamige Ort bei Herrieden gemeint ist, wird von Robert Schuh entgegengehalten, dass in der Urkunde von 1058 auch das benachbarte Streudorf („Stritdorf“) als Besitz des Propstes Heysso aufgeführt ist und dass Herriedener Besitz in Höhberg später zahlreich nachzuweisen ist. 1272 wurde in einer Urkunde des Eichstätter Bischofs Hildebrand ein „Hohenberch“ erwähnt, mit dem ebenfalls das heutige Höhberg gemeint sein wird.

### 14. bis zum 18. Jahrhundert
1358 kaufte das Stiftskapitel zu Herrieden zwei Güter zu Höhenberg aus dem Familienbesitz der Degen von Limpurg zu Sinbronn. 1383 verkaufte Hans von Cronheim sein Gut zu Streitdorf/Streudorf, Mörsach und Höhenberg an das Stift Herrieden; zwei Jahre später bestätigte der Eichstätter Bischof Friedrich IV. Graf von Oettingen dem Stift diesen Besitz. Seit dem 15. Jahrhundert häufte sich die Nennung von Höhberg (in verschiedenen Schreibweisen) in Urkunden. Um 1460/70 wurde urkundlich fassbar, dass das Dorf zur Pfarrei Arberg gehörte. Im 16. Jahrhundert flossen Abgaben von Höhberger Gütern unter anderem an das Amt Wald und an die Vogtei Bechhofen und im 17. Jahrhundert an das Vogtamt Merkendorf.
1665 zinsten zwei Untertanen an das Stift Herrieden, einer nach Dennenlohe zum dortigen Rittergut, einer nach Bechhofen, einer an das Amt Merkendorf und zwei an das Amt Arberg; außerdem gab es ein Hirtenhaus. 1671 wurde Höhberg als zur Pfarrei Mörsach gehörend bezeichnet; die von der Gemeinde Arberg 1469 gestiftete Frühmesse zu Mörsach war 1477 zur Pfarrei erhoben worden.
1732 waren die Besitzverhältnisse in Höhberg folgende: ein Untertan gehört zum Vogteiamt Bechhofen, einer zum Vogteiamt Merkendorf, zwei zum Amt Ornbau und zwei zum Kapitel Herrieden; dazu kam ein eichlerischer Untertan und ein Hirtenhaus; den großen Zehent erhielt das Domkapitel zu Eichstätt, den kleinen der Pfarrer von Ornbau; die Gemeindeherrschaft lag beim eichstättischen Pflegamt Arberg und die Vogtei und hohe Gerichtsbarkeit beim markgräflichen Oberamt Gunzenhausen.

### Preußische Periode
1792 wurde das Dorf mit dem Fürstentum Ansbach preußisch, wodurch sich aber an den grundherrlichen Verhältnissen nichts änderte. 1801 waren von den acht Untertanen Höhbergs (sieben Haushalte und das Hirtenhaus) zwei ansbachisch/preußisch, einer dennenlohisch und fünf eichstättisch.
Infolge der Säkularisation des Eichstätter Hochstifts wurden die eichstättischen Güter Höhbergs im November 1802 zwar bayerisch, aber die ehemaligen fünf eichstättischen Güter wurden mit Preußen getauscht.

### Entwicklung in Bayern
Vier Jahre später, am 1. Januar 1806, wurde der Ort endgültig bayerisch. Er bildete ab 1808 mit Streudorf und dem Weiler Oberhambach eine Steuergemeinde im Steuerdistrikt Wald im Landgericht und Rentamtsbezirk Gunzenhausen. 1811 gehörten die drei Orte zur Ruralgemeinde Wald.
Bei der nächsten Gemeindereform 1818 wurden Höhberg, Streudorf und Oberhambach wieder von Wald gelöst und bildeten eine eigenständige Ruralgemeinde im neuen Bezirksamt Gunzenhausen, gebildet aus den Landgerichten Gunzenhausen und Heidenheim, des ebenfalls neuen Rezatkreises, der am 1. Januar 1838 in Mittelfranken umbenannt wurde. Die niedere Gerichtsbarkeit des Patrimonialgerichts Dennenlohe, der ein Anwesen in Höhberg unterstand, ging 1831 an den bayerischen Staat über. Kirchlich und schulisch war Höhberg weiterhin an Mörsach angeschlossen. 1846 bestand der „katholische Weiler Höhberg“ aus zehn Häusern, elf Familien und 47 „Seelen“. Daran änderte sich auch im 20. Jahrhundert nur wenig: 1950 zählte man in zehn Anwesen 54, 1961 in elf Wohngebäuden 46 Personen.
Zunächst im Landgericht bzw. seit 1939 Landkreis Gunzenhausen gelegen, wurde die bis dahin eigenständige Gemeinde Streudorf mit Höhberg und Oberhambach im Zuge der Gebietsreform in Bayern am 1. April 1971 nach Gunzenhausen eingemeindet und kam damit am 1. Juli 1972 in den Landkreis Weißenburg-Gunzenhausen, zunächst unter dem Namen Landkreis Weißenburg in Bayern.
Die Ortsdurchfahrt von Höhberg ist seit 1963/1964 ausgebaut.

## Religion
Der Ort ist römisch-katholisch geprägt und nach St. Antonius (Mörsach) gepfarrt. Die Einwohner evangelisch-lutherischer Konfession sind nach St. Martin und Ägidius (Wald) gepfarrt.